# Photinus signaticollis
La luciérnaga de corpiño marcado (Photinus signaticollis) es una especie de luciérnaga originaria de Argentina y Uruguay. En 2018 la especie fue observada en el noreste de la península ibérica, siendo descrita como una nueva especie, Photinus immigrans. Sin embargo, en 2022 se comprobó que la población de la península ibérica correspondía a la especie Photinus signaticollis, previamente descrita.

## Expansión en Europa
Se estima que la introducción de Photinus signaticollis en la península ibérica pudo haberse producido en 2016 en la provincia de Gerona. La expansión de la especie está siendo muy rápida y en 2020 ya había llegado a Francia. Esta velocidad de dispersión podría deberse a que las hembras también pueden volar, a diferencia de las luciérnagas europeas. A este ritmo de expansión se estima que en menos de 40 años podría ocupar la totalidad de la Francia metropolitana y  la península ibérica, por lo que es posible que sean necesarios programas de control de la especie para evitar poner en riesgo a las especies autóctonas.

## Galería

Photinus signaticollis, la luciérnaga de corpiño marcado
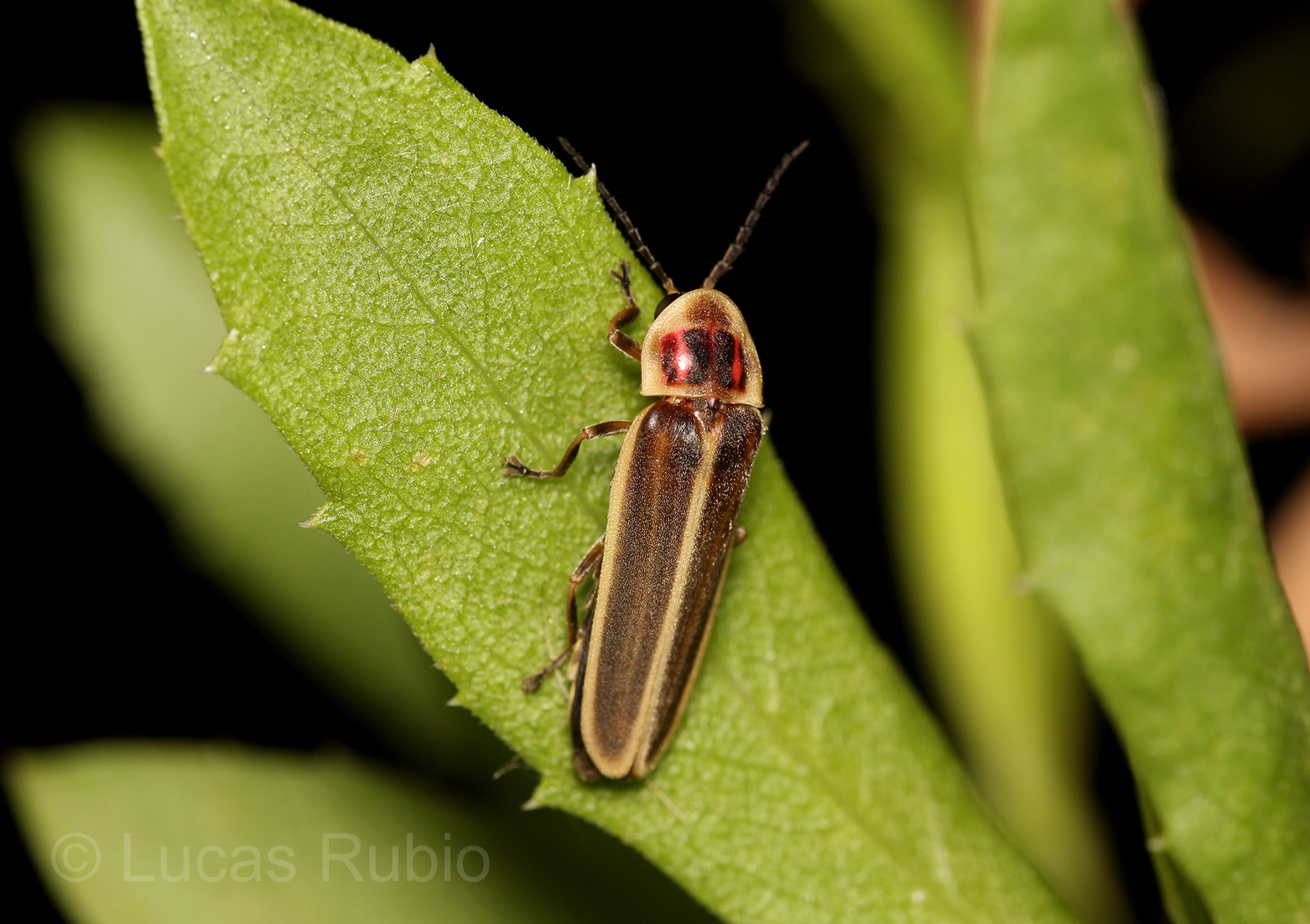
Adulto (Buenos Aires, Argentina)
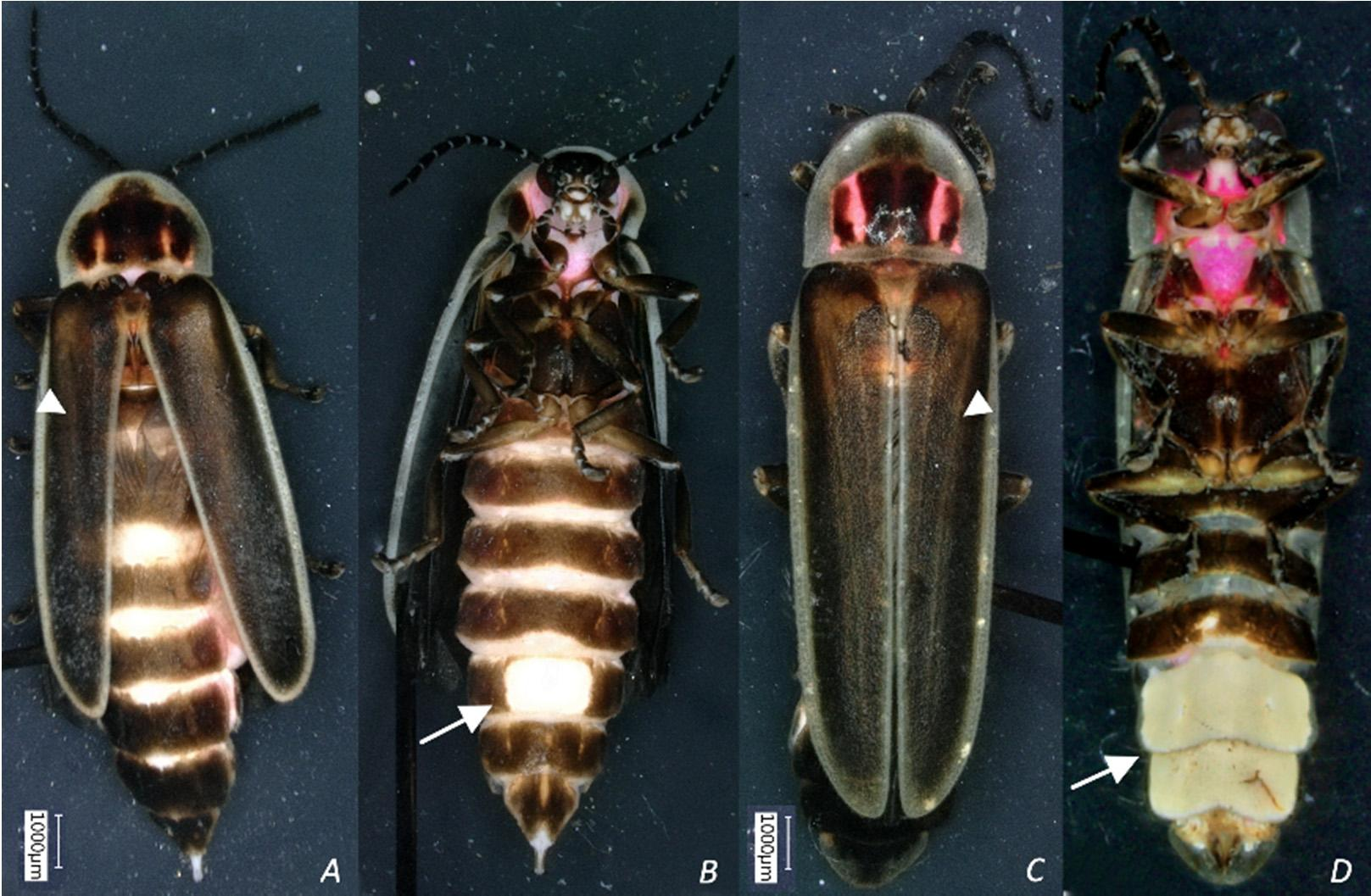
Hembra adulta, vista dorsal (A) y vista ventral (B); macho adulto, vista dorsal (C) y vista ventral (D).
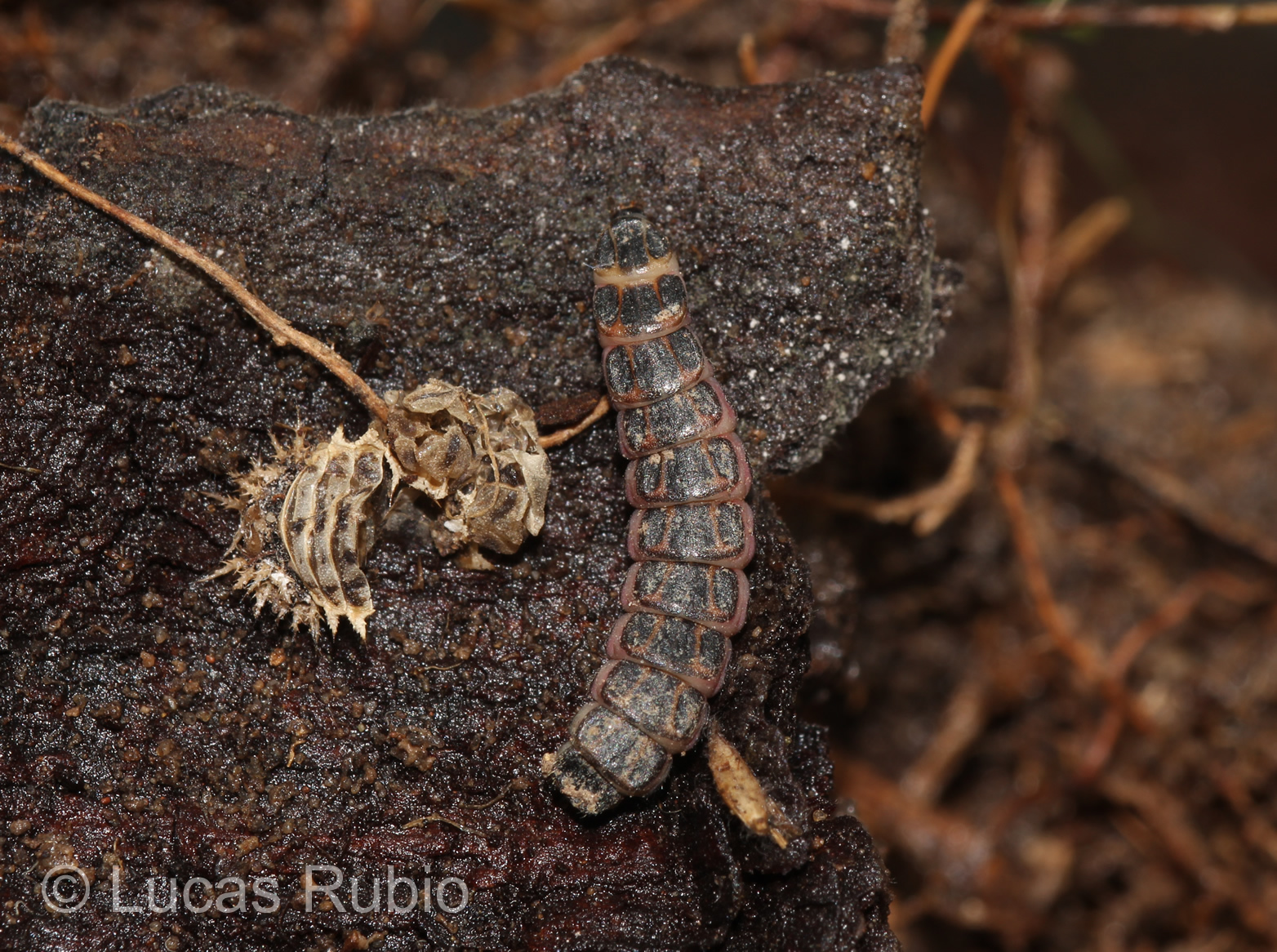
Larva.
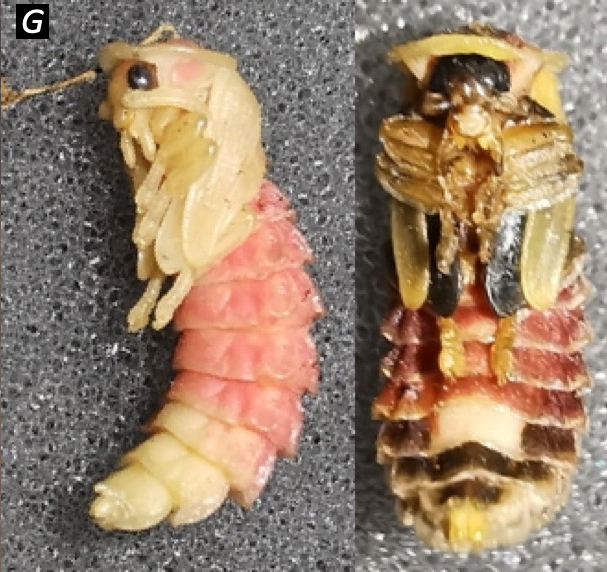
Pupas : macho a la izquierda, hembra a la derecha.
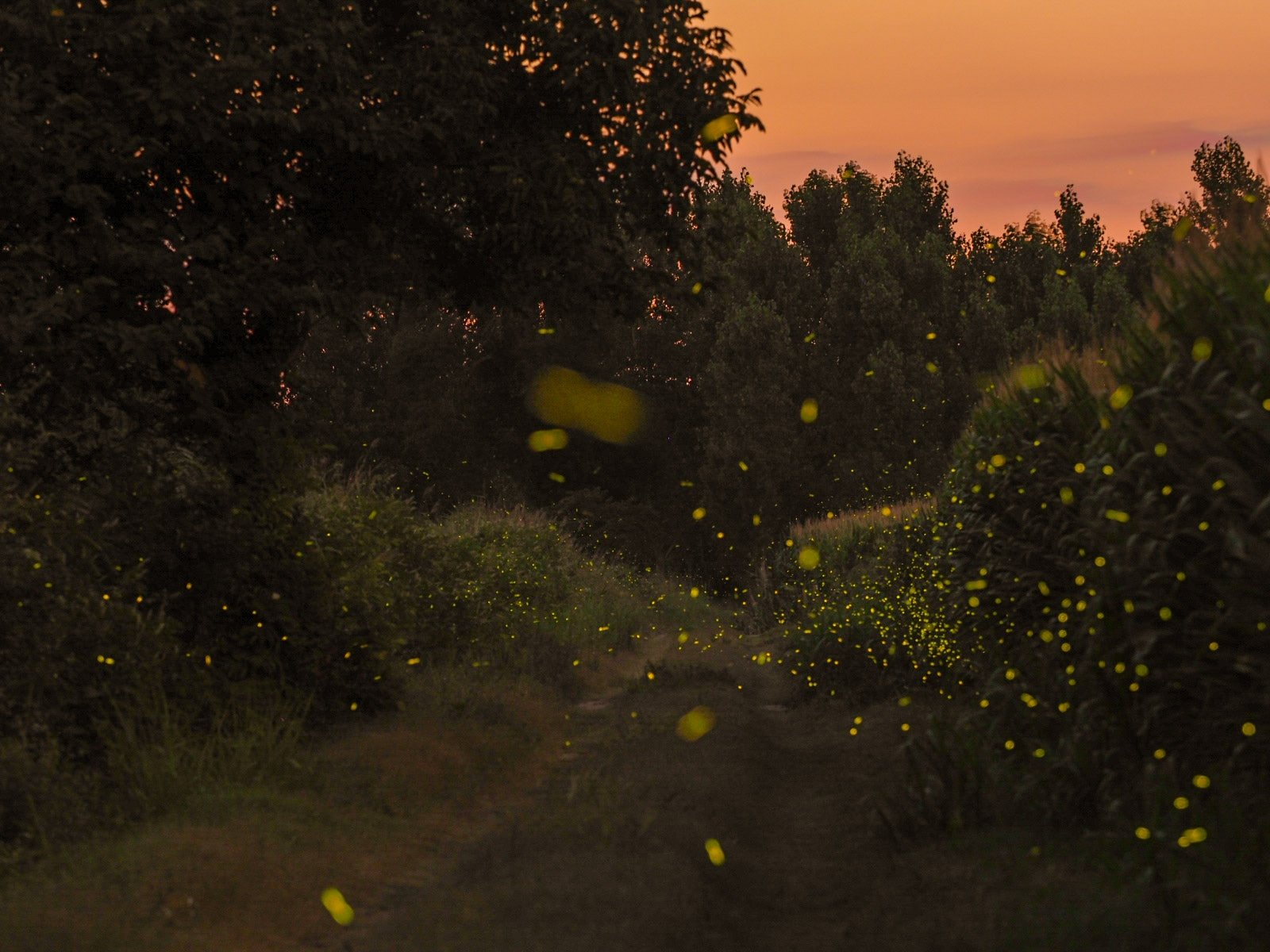
Vuelo de luz (Girona, Catalunya).
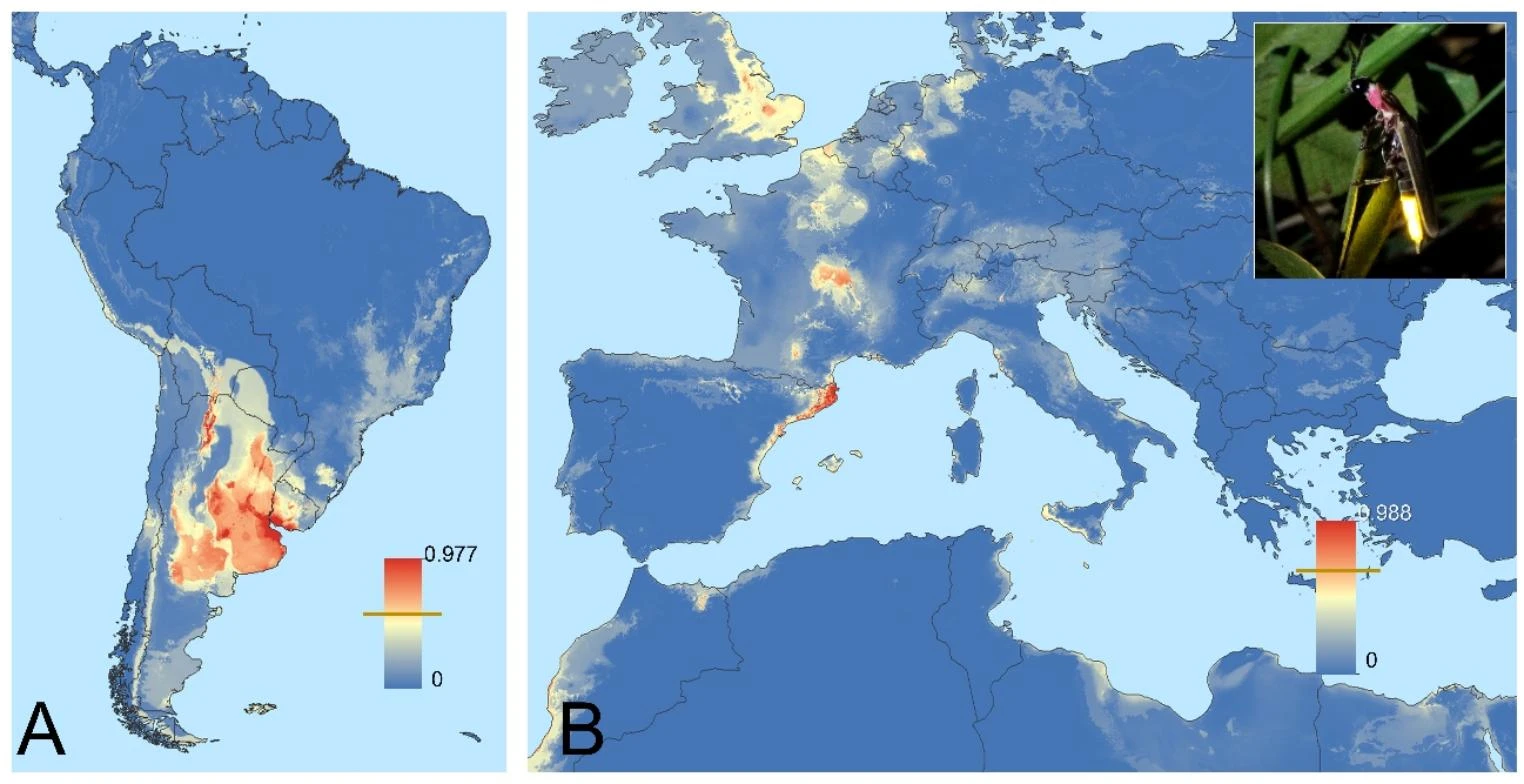
Modelización de las zonas colonizables por Photinus signaticollis en América del Sur, Europa y África del Norte.